# BaneTele
BaneTele AS war ein halbstaatliches norwegisches Telekommunikationsunternehmen. Der Sitz des Unternehmens war in Oslo.

## Geschichte
BaneTele war zunächst eine Abteilung des Jernbaneverket, das dem norwegischen Verkehrsministerium zugeteilt war. Am 1. Juli 2001 wurde BaneTel abgespalten und in eine staatliche Aktiengesellschaft umgewandelt. Im Dezember 2002 unterstellte man es dem Wirtschaftsministerium. In diesem Zug wurde auch ein Teil des Etats des Verkehrs- an das Wirtschaftsministerium überschrieben.
Im Jahr 2001 kaufte das Unternehmen das Kabelnetz von Enitel, einem Tochterunternehmen von Statnett, auf. BaneTele baute ab diesem Zeitpunkt seinen Bestand an Lichtwellenleiter auf etwa 10.000 Kilometer aus, die überwiegend entlang der norwegischen Bahnlinien verlegt wurden.
Im Oktober 2006 beschloss das norwegische Parlament Storting, dass die Bredbåndsalliansen (deutsch: Breitbandallianz) für 635 Millionen Kronen 50 % des Unternehmens kaufen darf. Diese Allianz war ein von sechs Aktiengesellschaften gegründeter Verbund, der den Breitbandausbau vorantreiben sollte. Am 26. Februar 2009 verkaufte der norwegische Staat seine verbleibenden Anteile am Unternehmen an die Bredbåndsalliansen (später Ventelo). Der Geschäftsbereich wurde dort als Ventelo Networks weitergeführt.

## Tätigkeit
Der Aufgabenbereich des Unternehmens lag vor allem in der Bereitstellung von Telekommunikations- und Dateninfrastruktur für die norwegische Eisenbahn. Diese Dienste wurden zudem auch für den Privatmarkt angeboten.